# Хорольська сотня
Хорольська сотня (1648—1782 рр.) — військово-територіальна одиниця Миргородського полку Війська Запорозького з центром у м. Хорол. Створена влітку 1648 як складова Миргородського полку. У 1649 за «Реєстром» мала 165 козаків. Ліквідована 1782. Територію сотні розподілили між трьома повітами Київського намісництва: Голтв'янським, Городиським, Хорольським.
Сотники: Фесько Джука (1649), Пилип Якимович (1658), Федір (1658), Григорій Міщенко (1672), Микола Турукало (1672), Василь Степанович Лагода (1676—1686), Денис Харченко (1691), Клим Лагода (1700), Василь Іванович Родзянко (1701—1704; 1710), Тиміш Яковенко (1712), Ілля Келеберда (1716), Федір Глуховець (1713—1715), Степан Васильович Родзянко (1722—1735), Ярема Степанович Родзянко (1735—1760), Іван Степанович Родзянко (1760—1782).
Населені пункти сотні в 1726—1730 рр.: Хорол, місто; села: Аврамівка, Бакумівка, Біляки, Бовбасівка, Вергуни, Вишняки, Єньки, Заїчинці, Княжа Лука, Ковалі, Попівка, Радалівка, Стайки, Тройняки, Трубайці, Хвощівка,  Шишаки, присілок до с. Шишаки — Клепачі.
Населені пункти сотні в 1750-х рр.: Хорол, місто; села: Аврамівка, Бакумівка, Біляки, Болбасівка, Вергуни, Вишняки, Дем'янівка, Єньки, Єнькова Каплиця, Заїчинці, Княжа Лука, Ковалі, Оболонь (село), Попівка, Радалівка, Родзянки, Стайки, Тройняки, Трубайці, Хвощівка, Шишаки; хутори: Кулябки Василя, бунчукового товариша, біля р. Сухого Кагамличка; Оболонського, генерального бунчужного; Родзянка Івана, гадяцького судді, біля р. Кривої Руди; Родзянка Семена, полкового осавула, біля р. Кривої Руди; Родзянка Яреми, хорольського сотника, біля р. Карпихи.
Крім цього, в документах 1750-х рр. у складі Хорольської сотні згадане село Горошине, яке на той час було козацьким містечком і центром Горошинської сотні Лубенського полку. Такі згадки Горошина у Миргородському полку пояснюються тим, що поселенців Горошина почав закріпачувати Д. В. Оболонський, за яким частина жителів посполитих Горошина записані в ревізії Миргородського полку 1752-53 рр.
Джерела:
1. Адміністративно-територіальний устрій Лівобережної України 50-х рр. XVIII ст. Каталог населених пунктів (за матеріалами архівних податкових реєстрів). — К. 1990. — с. 48.
2. Заруба В. М. Адміністративно-територіальний устрій та адміністрація Війська Запорозького у 1648—1782 роках. — Дніпропетровськ: Ліра ЛТД, 2007. — с. 213—214.
3. Хорольщина та навколишні землі в Генеральному слідстві про маєтності 1729—1731 рр.: науково-довідкове видання / укладач Микола Костенко; передмова Павла Сацького. — К., 2014. — с. 92 — 93.
4. Ревізія Миргородського полку 1752-1753 рр. / ЦДІАУК, ф. 51, оп. 3, спр. 19350.